# Витебская область

Физическая карта Витебской области

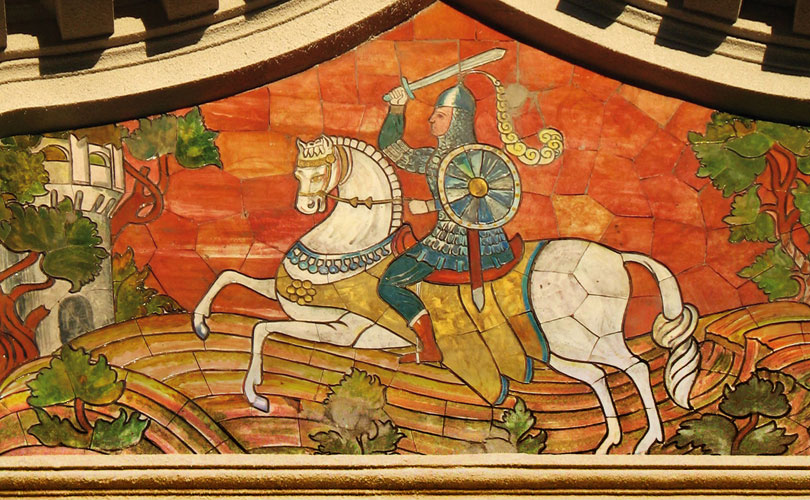
Погоня на здании Витебской академии ветеринарной медицины

Ви́тебская о́бласть (бел. Віцебская вобласць) — административно-территориальная единица (область) в северной части Беларуси. Административный центр — город Витебск. Образована 15 января 1938 года.
Область граничит с Гродненской, Минской и Могилёвской областями Беларуси
, а также с тремя государствами — Россией, Латвией и Литвой.
Численность населения — 1 072 063 человек (на 1 января 2025 года).

## География
Площадь территории — 40 051 км².
Для рельефа Витебщины характерны чередование возвышенностей и низин. Почти вся территория Витебской области расположена в пределах Белорусского Поозерья. На юге находятся Чашникская равнина и Верхнеберезинская низменность. На востоке — Лучосская низина. На северо-востоке — Суражская низина. В центральной части и на западе располагается Полоцкая низменность, занимающая почти половину территории. Четверть территории области занимают возвышенности и гряды:
- Оршанская возвышенность
- Освейская гряда
- Браславская гряда
- Витебская возвышенность (его высота достигает 295 метров над уровнем моря)
- Городокская возвышенность
- Докшицкая возвышенность
- Лукомская возвышенность
- Нещердовская возвышенность
- Свенцянская возвышенность
- Ушачско-Лепельская возвышенность

Область занимает первое место в Беларуси по плотности речной сети, по количеству и общей площади озёр. Реки, которые текут на территории Витебской области, относятся к бассейну Западной Двины (80 % площади), а также Днепра, Немана, Ловати. Наибольшие из рек — Западная Двина с притоками Усвяча, Оболь, Полота, Дрисса, Каспля, Лучоса, Улла, Ушача, Дисна, также судоходный Днепр. На территории области берут начало притоки Днепра — Березина и Друть. В области более 2,8 тыс. озёр. Наибольшие по площади — Освейское, Лукомское озёра, а также Дрисвяты, Дривяты, Нещердо, Снуды, Езерище, Струсто, Обстерно и другие.
41 % Витебской области покрыт лесом (второй показатель в стране после Гомельской области). Общая площадь лесного фонда — 1892,7 тыс. га, в том числе непосредственно покрыто лесом 1644,3 тыс. га. Наиболее лесистый район в области и во всей республике — Россонский (71,4 %), более половины площади покрыто лесом в Докшицком (51,4 %), Лепельском (53,8 %), Городокском (55 %), Полоцком (55,2 %) районах. Наименее лесистые районы в области — Оршанский (22,7 %), Миорский (26,3 %), Шарковщинский (25 %).
На территории Витебской области расположены два национальных парка — Браславские озёра (полностью) и Нарочанский (частично), а также Березинский биосферный заповедник (частично) общей площадью 131,8 тыс. га, или 3,3 % от территории области (по этим показателям Витебская область находится на первом месте среди всех областей страны). В Витебской области расположено 25 заказников республиканского и 60 местного значения (площадь 188,9 и 57,3 тыс. га соответственно), 86 памятников природы республиканского и 162 — местного значения.

### Экология
В 2017 году выбросы загрязняющих веществ в атмосферный воздух в Витебской области составили 190,6 тыс. т — третий показатель в стране после Минской и Гомельской областей. По выбросам от мобильных источников (88,3 тыс. т всего, в том числе 56,5 тыс. т оксида углерода, 10 тыс. т диоксида азота, 18,7 тыс. т углеводородов, 3,1 тыс. т сажи) Витебская область находится на шестом месте среди областей и г. Минска, от стационарных (102,3 тыс. т — 4,9 тыс. т твёрдых, 22,2 тыс. т диоксида серы, 26,2 тыс. т неметановых летучих органических соединений и др.) — на втором.
Наибольшие ежегодные выбросы загрязняющих веществ в атмосферный воздух от стационарных источников приходятся на крупный центр нефтехимической промышленности Новополоцк (51,7 тыс. т, 2017 год), а также Витебск (3,1 тыс. т), Полоцк (2,4 тыс. т), Оршу (1,8 тыс. т). По выбросам от стационарных источников в пересчёте на одного жителя Новополоцк находится на первом месте в стране (505 кг), в остальных городах области выбросов было значительно меньше — 28 кг в Полоцке, 15 кг в Орше, 8 кг в Витебске.

## История

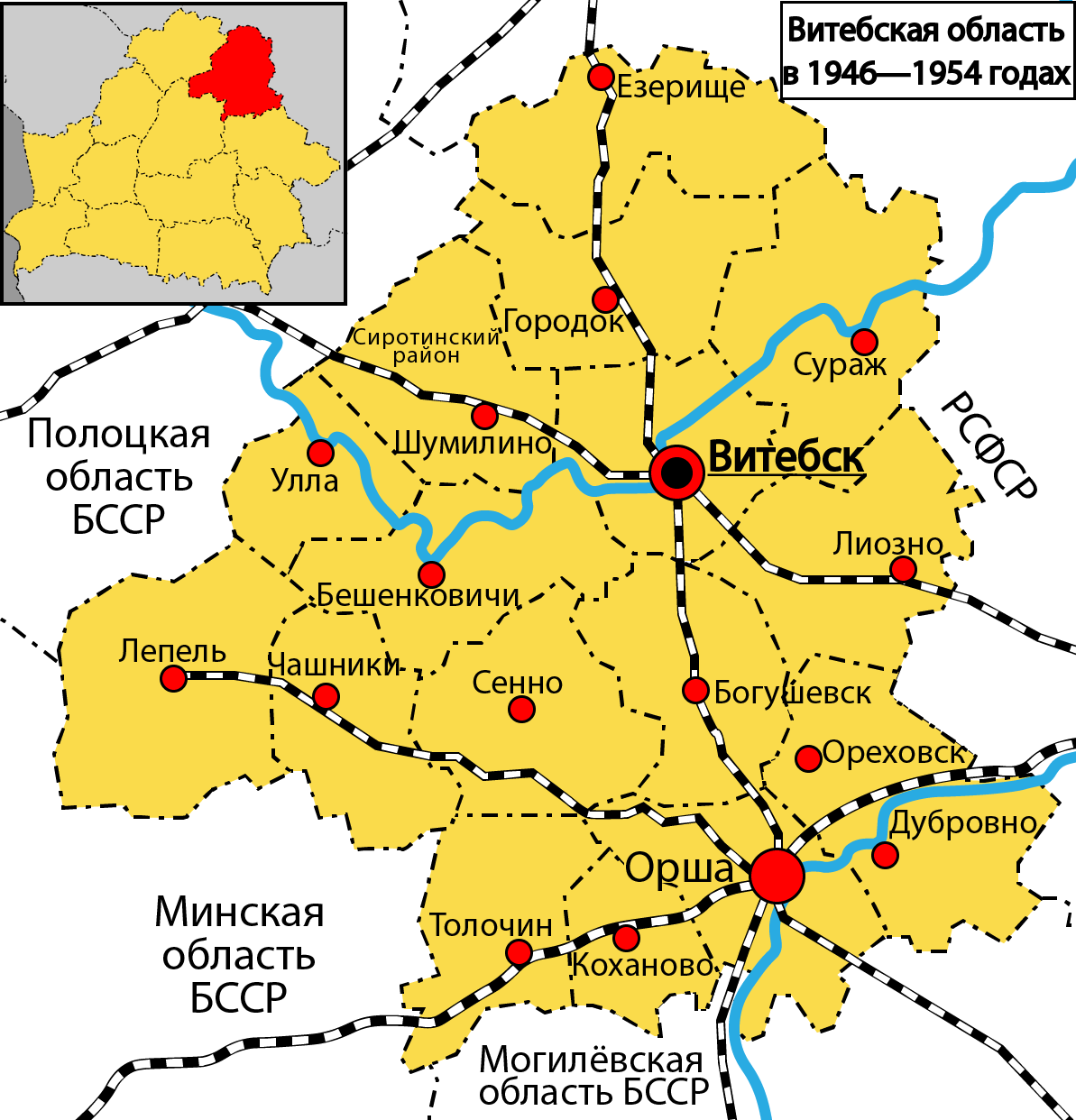
Витебская область в 1946—1954 годах

Полоцк упомянут в Повести временных лет в 862 и 907 годах. В Никоновской летописи упомянут поход на полочан Аскольда и Дира под 865 годом.
Согласно данным археологических раскопок Полоцкое городище было заселено уже в 780 году. Историческим ядром Полоцка являлось укреплённое поселение кривичей, возникшее на месте более древнего городища банцеровской культуры на берегу реки Полоты, недалеко от впадения её в Западную Двину. В ІХ—X веках Полоцкая земля развивалась самостоятельно и не испытала влияния хазар и «варяжской дани». Козьянковский клад, сокрытый в пределах второй половины 940-х годов, свидетельствует, что к середине X века Западно-Двинский путь был одним из главных каналов поступления серебра на Балтику с Волжского пути. Стражевичский 1-й клад состоял из завёрнутых в бересту серебряных слитков, фрагментов серебряных ювелирных изделий, серебряного лома и 207 монет: 48 куфических дирхемов X века Аббасидов, Саманидов, Мерванидов, Хамданидов, Зийяридов, Бувейхидов и 159 западноевропейских денариев последней четверти X — первой половины XI века. 2-й Стражевичский клад состоял из золотого и серебряного слитков, 2 золотых перстней, фрагментов шейной серебряной гривны, серебряного лома и 318 монет: куфических дирхемов и 273 западноевропейских денариев X — первой половины XI века (Англия, Германия, Дания; подражания английским денариям).
Ко второй четверти XI века Полоцк становится крупнейшим социально-экономическим и культурным центром земли-волости в Восточной Европе.
Первое упоминание о Витебске находится в Московском летописном своде под 1021 годом.
В 1229 году между Смоленским, Витебским и Полоцким княжествами с одной стороны и Ригой и Готландом с другой стороны был заключён договор — Смоленская торговая правда.
На городище Масковичи у деревни Масковичи (Браславский район) на костях животных обнаружен комплекс из 48 младшерунических надписей магического характера. Возможно, формирование общины Масковичи связано с деятельностью исландского миссионера Торвальда Кодранссона, проповедовавшего христианство на территории Полоцкого княжества в конце X века.
Рубежом ХІІІ—XIV веков датируется витебская берестяная грамота, найденная случайно в 1959 году на площади Свободы при разборе взорванного Николаевского собора.
Во время Отечественной войны 1812 года 18—20 июля (30 июля — 1 августа) у деревни Клястицы произошло трёхдневное сражение между русскими войсками корпуса генерала П. Х. Витгенштейна и французскими войсками корпуса маршала Удино, в ходе которого превосходящим силам французов было нанесено ощутимое поражение и остановлено наступление сил Наполеона на Санкт-Петербург.
Во время создания СССР в 1922 году территория современной области входила в состав Витебской губернии РСФСР. В 1924 году основная часть Витебской губернии (та, что сейчас в Витебской области) была передана Белорусской ССР.
Витебская область была образована 15 января 1938 года на основании Закона СССР. В состав области вошло 7 городов и 20 районов (Бешенковичский, Богушевский, Ветринский, Витебский, Городокский, Дриссенский, Дубровенский, Лепельский, Лиозненский, Меховский, Оршанский, Освейский, Полоцкий, Россонский, Сенненский, Сиротинский, Суражский, Толочинский, Ушачский, Чашникский).
20 сентября 1944 года Указом Президиума Верховного совета СССР из частей Вилейской и Витебской областей была образована Полоцкая область. Витебская область передала Полоцкой области Ветринский, Дриссенский, Освейский, Полоцкий, Россонский и Ушачский районы. 9 сентября 1946 года образованы Кохановский, Ореховский и Улльский районы.
8 января 1954 года Указом Президиума Верховного совета СССР Полоцкая область была упразднена. 6 её районов (Ветринский, Дриссенский, Освейский, Полоцкий, Россонский и Ушачский) вошли в состав Витебской области, 9 районов — в состав Молодечненской области. 17 декабря 1956 года упразднены Кохановский, Ореховский и Улльский районы, 8 августа 1959 года — Освейский район.
20 января 1960 года Молодечненская область была упразднена, в состав Витебской области вошли Браславский, Видзовский, Глубокский, Докшицкий, Дуниловичский, Миорский, Плисский, Поставский и Шарковщинский районы, причём Видзовский и Дуниловичский районы сразу же упразднялись. В тот же день были упразднены также Богушевский, Ветринский и Суражский районы. 23 ноября 1961 года Сиротинский район был переименован в Шумилинский.
17 апреля 1962 года был упразднён Шарковщинский район, 25 декабря — ещё 9 районов: Дубровенский, Докшицкий, Дриссенский (переименован в Верхнедвинский), Езерищенский, Плисский, Россонский, Ушачский, Чашникский, Шумилинский. 14 декабря 1963 года рабочий посёлок Полоцкий, образованный 22 октября 1959 года, был преобразован в город областного подчинения Новополоцк.
6 января 1965 года были вновь образованы Докшицкий, Дубровенский, Россонский, Чашникский районы, 30 июля 1966 года — Ушачский, Шарковщинский и Шумилинский районы.

## Геральдика
2 июня 2009 года Витебская область, последней из регионов Беларуси, обрела свой герб и флаг.
Герб и флаг учреждены Указом Президента Республики Беларусь от 2 июня 2009 года № 277 и зарегистрированы в Государственном геральдическом регистре Республики Беларусь 4 июня 2009 года № Б-157 и № Б-158. Решением Витебского областного Совета депутатов от 17 февраля 2009 года № 142 проекты герба и флага и положения о них были одобрены.
За основу современного герба облисполком взял герб Витебской губернии 1856 года. Герб Витебской области представляет собой французский щит, в красном поле которого изображён серебряный всадник в доспехах, держащий в правой руке над головой меч, в левой — щит с золотым шестиконечным крестом. Герб венчает большая золотая городская корона с пятью зубцами, снизу его обрамляют две золотые дубовые ветви, увитые и соединённые голубой орденской лентой.

## Органы власти
Исполнительная власть представлена Витебским областным исполнительным комитетом, председатель исполнительного комитета является высшим должностным лицом и главой исполнительной власти на территории области, назначается на эту должность Президентом.
Законодательная власть представлена Витебским областным Советом депутатов, состоящим из 60 депутатов, избираемых жителями области на 4 года.

## Административное деление
Витебская область в административно-территориальном плане представлена 21 районом, 2 городами областного подчинения (Витебск, Новополоцк), 14 городами районного подчинения, 23 посёлками городского типа, 6 480 сельскими населёнными пунктами.
Районы:
- Витебский район
- Бешенковичский район
- Браславский район
- Верхнедвинский район
- Глубокский район
- Городокский район
- Докшицкий район
- Дубровенский район
- Лепельский район
- Лиозненский район
- Миорский район
- Оршанский район
- Полоцкий район
- Поставский район
- Россонский район
- Сенненский район
- Толочинский район
- Ушачский район
- Чашникский район
- Шарковщинский район
- Шумилинский район

## Население
Численность населения области — 1 072 063 человек (на 1 января 2025 года), в том числе городское — 848 518 человек, сельское — 223 545 человек.
Численность населения — 1 081 911 человек (на 1 января 2024 года), из них городское — 852 477 человек, сельское — 229 434 человек.
Численность населения — 1 091 948 человек (на 1 января 2023 года), в том числе городское — 856 613 человек, сельское — 235 335 человек. По численности населения Витебская область занимает пятое место в Республике Беларусь после Минска, а также Минской, Гомельской и Брестской областей.
На 1 января 2022 года численность населения области составляла 1 103 833 человек, в том числе городское 861 519 человек (78,05 %), сельское — 242 314 жителей (21,95 %).

### Продолжительность жизни
К концу 1980-х годов продолжительность жизни достигла 71,3 года, но затем стала последовательно снижаться и в 2002 году составила 67,5 года (у мужчин — 61,9 года, у женщин — 73,6). В 2018 году ожидаемая продолжительность жизни в Витебской области была ниже средней по стране — 73,8 года (68,5 у мужчин и 78,8 у женщин; 74,9 среди городского населения, 70,5 среди сельского).

### Населённость
В области насчитывается 6480 сельских населённых пунктов, из них 366 — без населения. Среди сельских населённых пунктов преобладают небольшие поселения — с числом жителей до 10 человек. Таких населённых пунктов на начало 2006 года было 4718, или 73 % от общего числа. В них проживает 19 % сельского населения. Основная доля сельчан проживает в 116 населённых пунктах с численностью более 500 человек в каждом из них. Самыми крупными являются такие, как аг. Октябрьская и аг. Новка Витебского, д. Фариново Полоцкого, Крулевщина Докшицкого, д. Боровка Лепельского, аг. Бабиничи Оршанского районов. В среднем в одном сельском населённом пункте области на начало текущего года проживает 58 человек. Наиболее малочисленные поселения расположены в Браславском, Миорском и Поставском районах, а густонаселённые — в Оршанском и Витебском.

### Национальный состав
| Народ         | Перепись 1939 | Перепись 1959 | Перепись 1970 | Перепись 1979 | Перепись 1989 | Перепись 1999 | Перепись 2009 | Перепись 2019 |
| ------------- | ------------- | ------------- | ------------- | ------------- | ------------- | ------------- | ------------- | ------------- |
| Белорусы      | 1 061 754     | 1 036 550     | 1 131 584     | 1 133 027     | 1 119 479     | 1 129 141     | 1 047 978     | 934 925       |
| Русские       | 101 041       | 118 816       | 167 656       | 187 016       | 213 911       | 187 872       | 124 958       | 138 075       |
| Украинцы      | 15 658        | 11 636        | 19 819        | 23 757        | 26 148        | 21 926        | 14 557        | 17 993        |
| Поляки        | 11 515        | 83 800        | 24 876        | 17 308        | 25 266        | 21 003        | 11 141        | 9 806         |
| Евреи         | 77 173        | 18 987        | 17 343        | 15 080        | 12 702        | 4 633         | 2 127         | 1 561         |
| Цыгане        | 709           | …             | 1 100         | 1 274         | 1 716         | 1 598         | 1 186         | 1 231         |
| Татары        | 1 221         | 1 248         | 1 544         | 1 413         | 1 538         | 1 260         | 822           | 1 033         |
| Литовцы       | 1 863         | …             | 1 138         | 1 027         | 1 079         | 917           | 624           | 944           |
| Армяне        | 411           | …             | 335           | 342           | 571           | 1 431         | 1 149         | 940           |
| Азербайджанцы | 152           | …             | 203           | 259           | 726           | 834           | 646           | 599           |
| Латыши        | 4 522         | …             | 909           | 788           | 759           | 755           | 499           | 388           |
| Молдаване     | 76            | …             | 232           | 409           | 720           | 649           | 522           | 306           |
| Немцы         | 882           | …             | 232           | 353           | 476           | 639           | 268           | 291           |
| Грузины       | 375           | …             | 186           | 207           | 341           | 384           | 285           | 235           |
| Чуваши        | 347           | …             | 359           | 405           | 531           | 396           | 221           | 113           |
| Всего         | 1 281 238     | 1 276 113     | 1 370 006     | 1 385 372     | 1 409 909     | 1 377 161     | 1 230 821     | 1 135 731     |

Расселение этнических групп в Витебской области по переписи 2009 года:

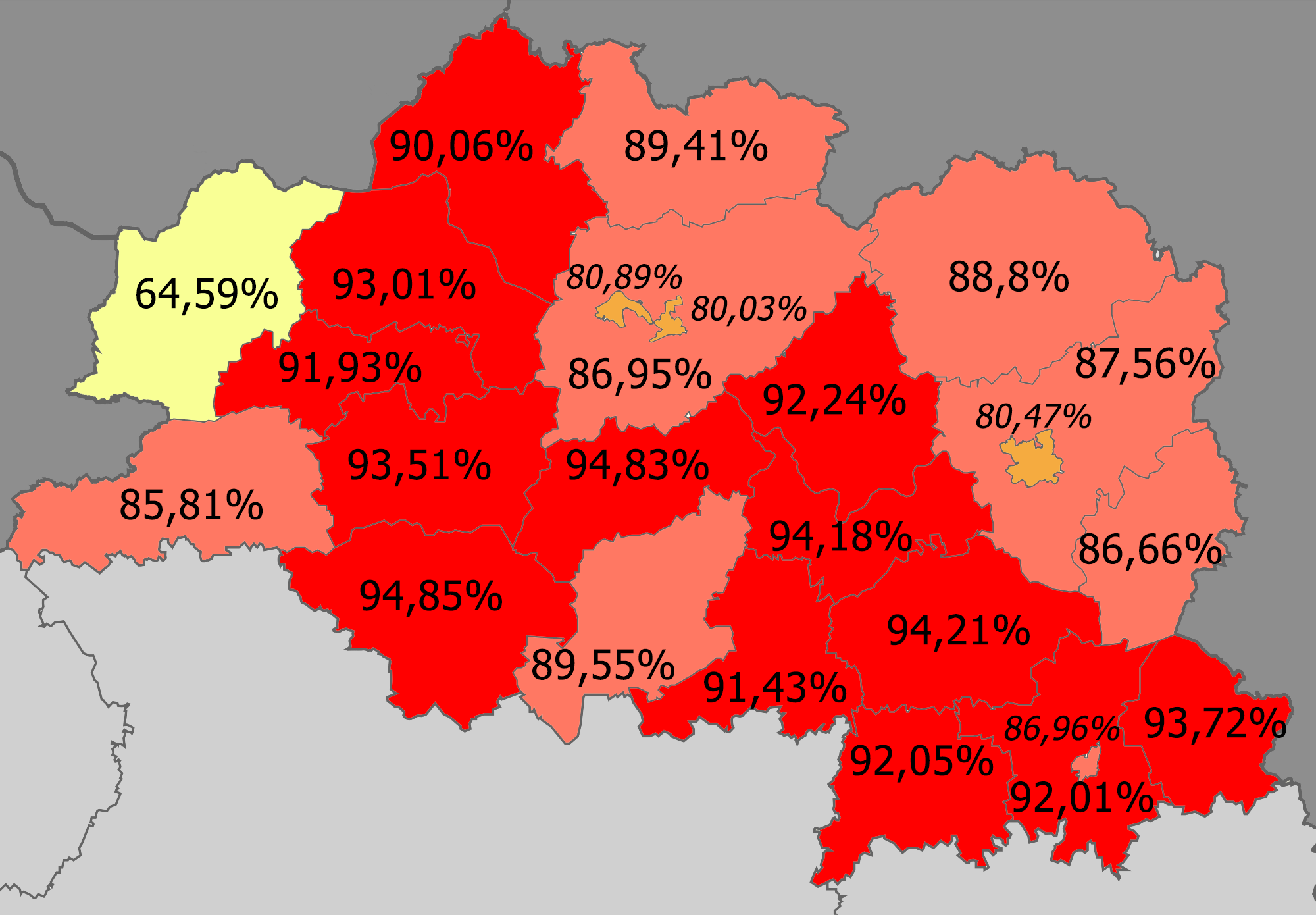
Доля белорусов по районам >90% 85—90% 80–85% <80% (64,59%)
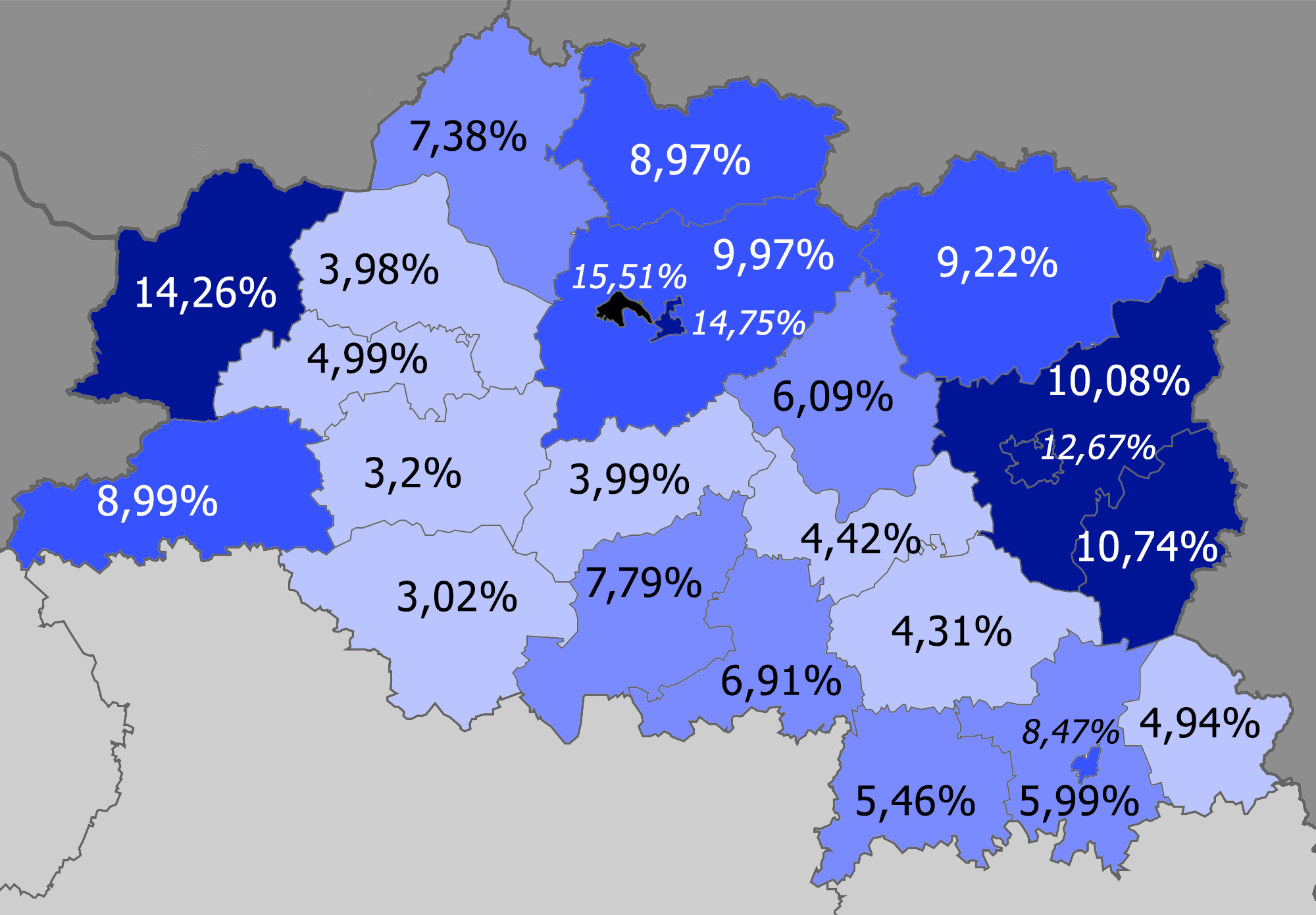
Доля русских по районам >15% (15,51%) 10–15% 8–10% 5–8% <5%
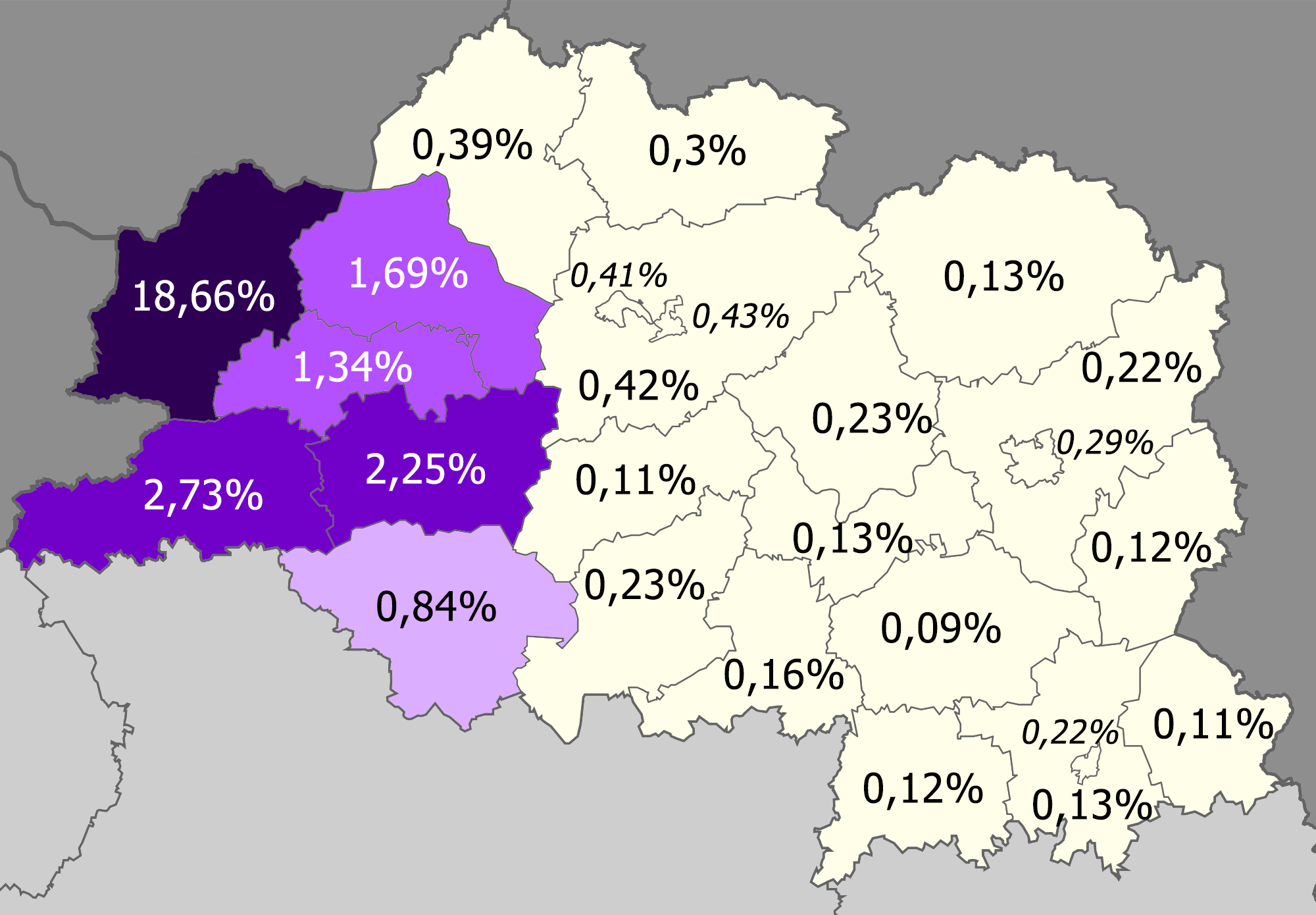
Доля поляков по районам >5% (18,66%) 2–5% 1–2% 0,5–1% <0,5%

### Языковой состав

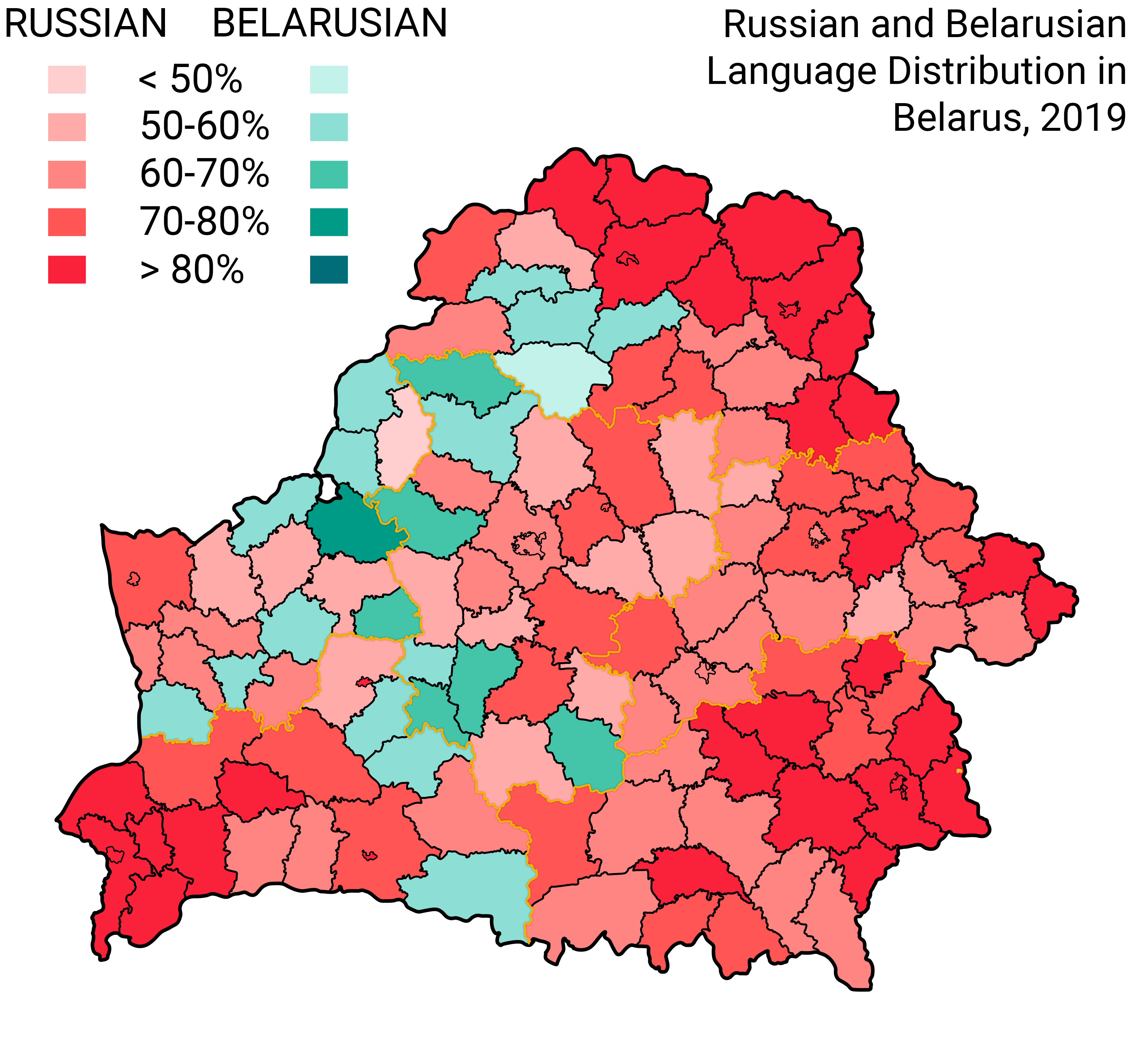
Языки домашнего общения в Беларуси по данным переписи 2019 года. Из 21 района Витебской области преимущественно белорусскоязычными являлись 4, тогда как преимущественно русскоязычными — 17. Русский язык также преобладал в городах Витебск и Новополоцк.

Родной язык населения Витебской области по данным переписей населения:
| Родной язык | 1999    | 1999    | 2009     | 2009     | 2019     | 2019     |
| Родной язык | человек | доля    | человек  | доля     | человек  | доля     |
| ----------- | ------- | ------- | -------- | -------- | -------- | -------- |
| Белорусский | 978 158 | 71,03 % | 646 788▼ | 52,55 %▼ | 514 029▼ | 45,26 %▼ |
| Русский     | 378 903 | 27,51 % | 543 659▲ | 44,17 %▲ | 585 644▲ | 51,57 %▲ |

Украинский язык является третьим по распространённости родным языком в регионе: по данным переписи 2009 года его таковым назвали 4 138 человек или 0,34 % населения Витебской области, по данным переписи 2019 года — 4 444 человека или 0,39 % населения Витебской области.
Между переписями 2009 и 2019 года доля сельского населения Витебской области, считающего белорусский язык родным, сократилась на 15,3 % (с 76,3 % до 61,0 %), считающих таковым русский — возросла на 14,7 % (с 22,2 % до 36,9 %). Доля городского населения Витебской области, считающего белорусский язык родным, сократилась на 3,1 % (с 43,7 % до 40,6 %), считающих таковым русский — возросла на 3,6 % (с 52,3 % до 55,9 %).
Язык домашнего общения населения Витебской области по данным переписей населения:
| Язык домашнего общения | 1999    | 1999    | 2009     | 2009     | 2019     | 2019     |
| Язык домашнего общения | человек | доля    | человек  | доля     | человек  | доля     |
| ---------------------- | ------- | ------- | -------- | -------- | -------- | -------- |
| Белорусский            | 437 208 | 31,75 % | 276 152▼ | 22,44 %▼ | 142 820▼ | 12,58 %▼ |
| Русский                | 935 240 | 67,91 % | 900 820▼ | 73,19 %▲ | 965 571▲ | 85,02 %▲ |

Между переписями 2009 и 2019 года доля сельского населения Витебской области, указавшего белорусский языком домашнего общения, сократилась на 21,1 % (с 53,8 % до 32,7 %), указавших таковым русский — возросла на 23,1 % (с 42,9 % до 66,0 %). Доля городского населения Витебской области, указавшего белорусский языком домашнего общения, сократилась на 4,2 % (с 10,8 % до 6,6 %), указавших таковым русский — возросла на 6,2 % (с 84,4 % до 90,6 %).
Согласно официальным данным, 67,0 % имеющих право голоса жителей Витебской области приняли участие в голосовании на референдуме 1995 года, из них 87,4 % поддержали придание русскому языку равного с белорусским статуса государственного языка.
Из-за проведения властями Беларуси политики русификации системы образования, в Витебской области, как и в стране в целом, наблюдается сокращение доли учеников, получающих общее среднее образование на белорусском языке. Динамика соотношения языков преподавания в дневных учреждениях общего среднего образования в Витебской области по данным Национального статистического комитета Республики Беларусь:
| Язык преподавания | Учебный год | Учебный год | Учебный год | Учебный год | Учебный год | Учебный год | Учебный год | Учебный год | Учебный год |
| Язык преподавания | 2010/11     | 2011/12     | 2012/13     | 2017/18     | 2018/19     | 2020/21     | 2021/22     | 2022/23     | 2023/24     |
| ----------------- | ----------- | ----------- | ----------- | ----------- | ----------- | ----------- | ----------- | ----------- | ----------- |
| Белорусский       | 18,6 %      | 16,8 %      | 14,9 %      | 9,6 %       | 7,6 %       | 6,50 %      | 5,82 %      | 5,29 %      | 4,85 %      |
| Русский           | 81,4 %      | 83,2 %      | 85,1 %      | 90,4 %      | 92,4 %      | 93,50 %     | 94,18 %     | 94,71 %     | 95,15 %     |

По данным Национального статистического комитета Республики Беларусь в 2024/25 году из 115 005 учащихся в дневных учреждениях общего среднего образования в Витебской области 5 366 (4,67 %) обучались на белорусском языке, в то время как 109 639 (95,33 %) — на русском. Витебская область имела наименьший среди областей Беларуси процент школьников с белорусским языком обучения.

### Рождаемость и смертность

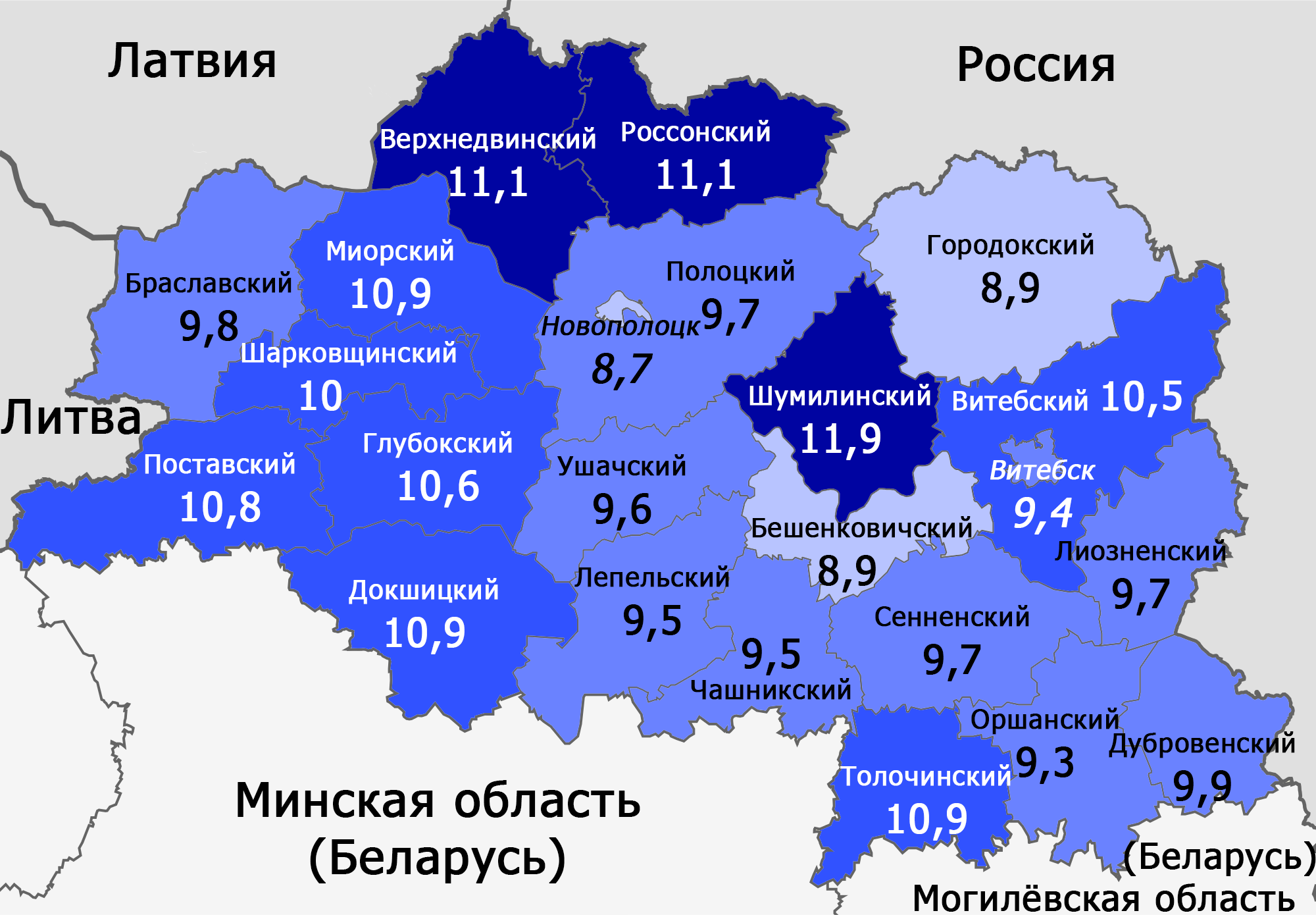
Рождаемость по районам области

В 2017 году в Витебской области родилось 11 408 детей и умерло 17 024 человека (естественная убыль — −5616 человек). Коэффициент рождаемости составил 9,6 на 1000 человек (среднее значение по стране — 10,8), смертности — 14,4 (среднее по стране — 12,6). В сельской местности коэффициент рождаемости незначительно выше, чем в городах и посёлках (9,9 против 9,6), а смертность вдвое выше (24,3 против 11,5). В городах и посёлках наблюдается незначительное снижение численности населения по естественным причинам (-1732 человека в 2017 году, −478 — в 2015 году). Самый высокий коэффициент рождаемости в 2017 году — в Шумилинском районе (11,9), самый низкий — в Новополоцке (8,7), а также в Бешенковичском и Городокском районах (по 8,9). Самый высокий коэффициент смертности — в Шарковщинском районе (23,5), самый низкий — в Витебске (10,2) и Новополоцке (10,3).

## Общая карта
Легенда карты:
- от 100 000 до 500 000 чел.
- от 20 000 до 100 000 чел.
- от 10 000 до 20 000 чел.
- от 5000 до 10 000 чел.
- от 1000 до 5000 чел.

## Экономика

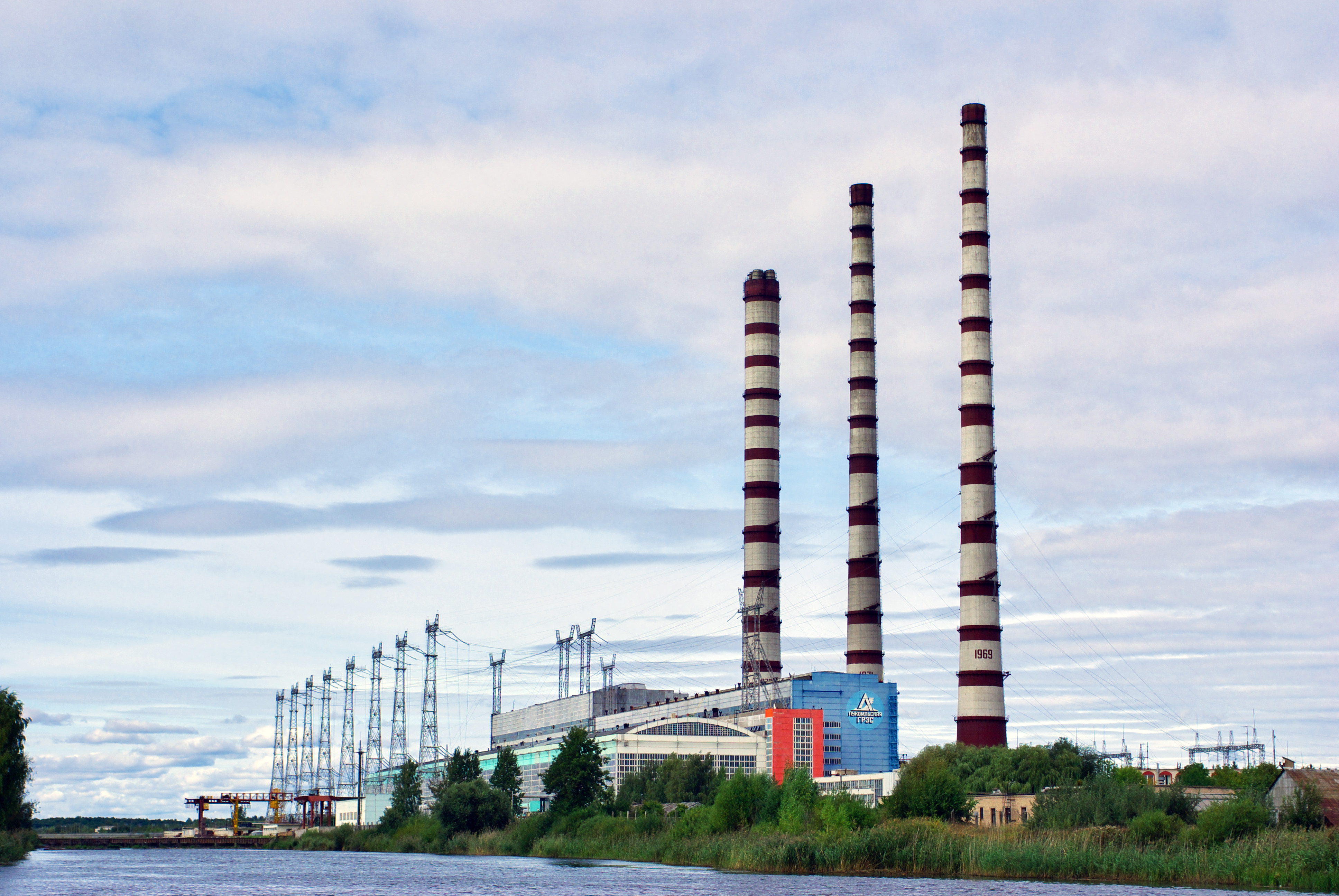
Лукомльская ГРЭС — крупнейшая электростанция в Республике Беларусь.

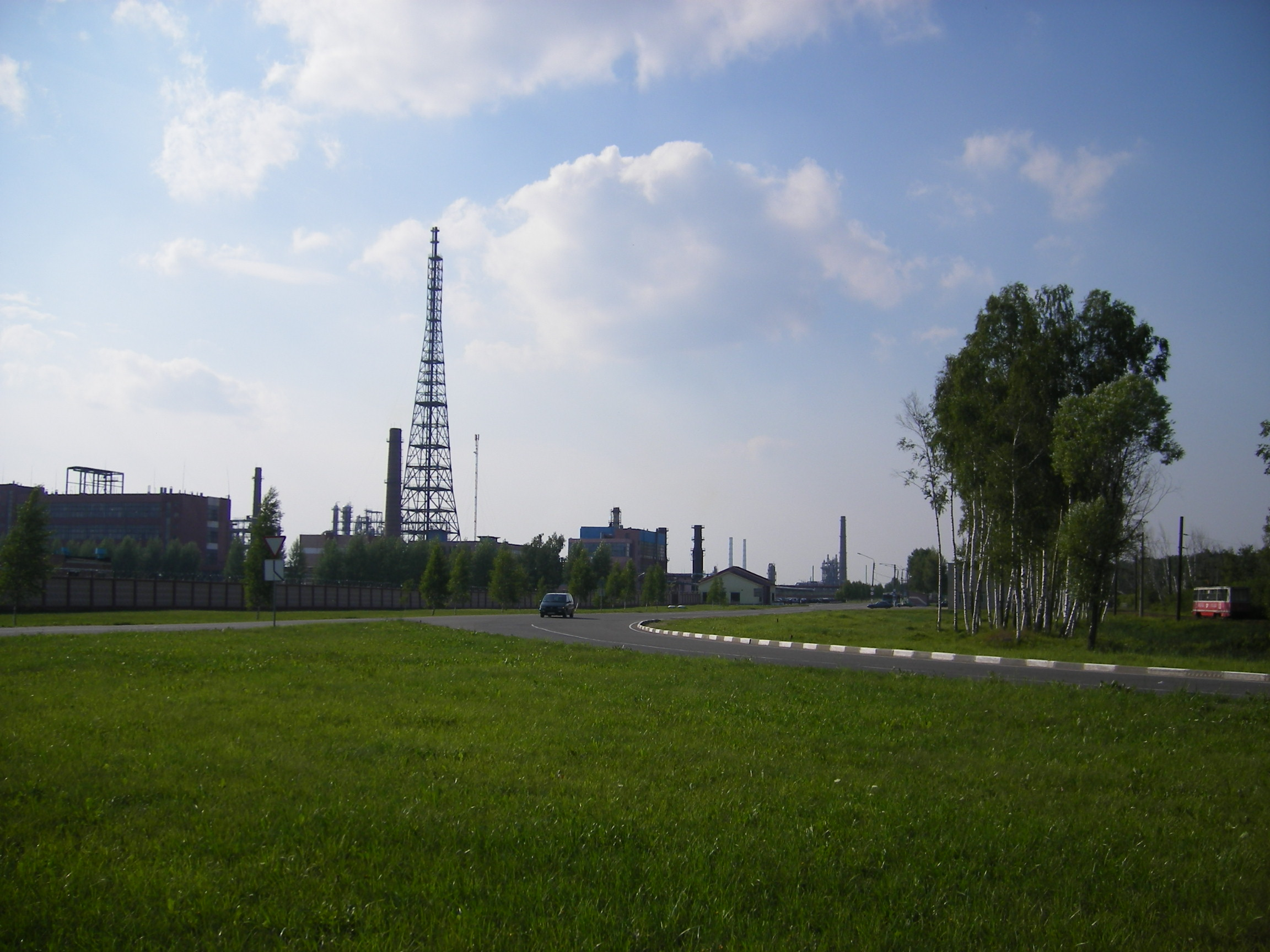
Завод «Полимир» в Новополоцке.

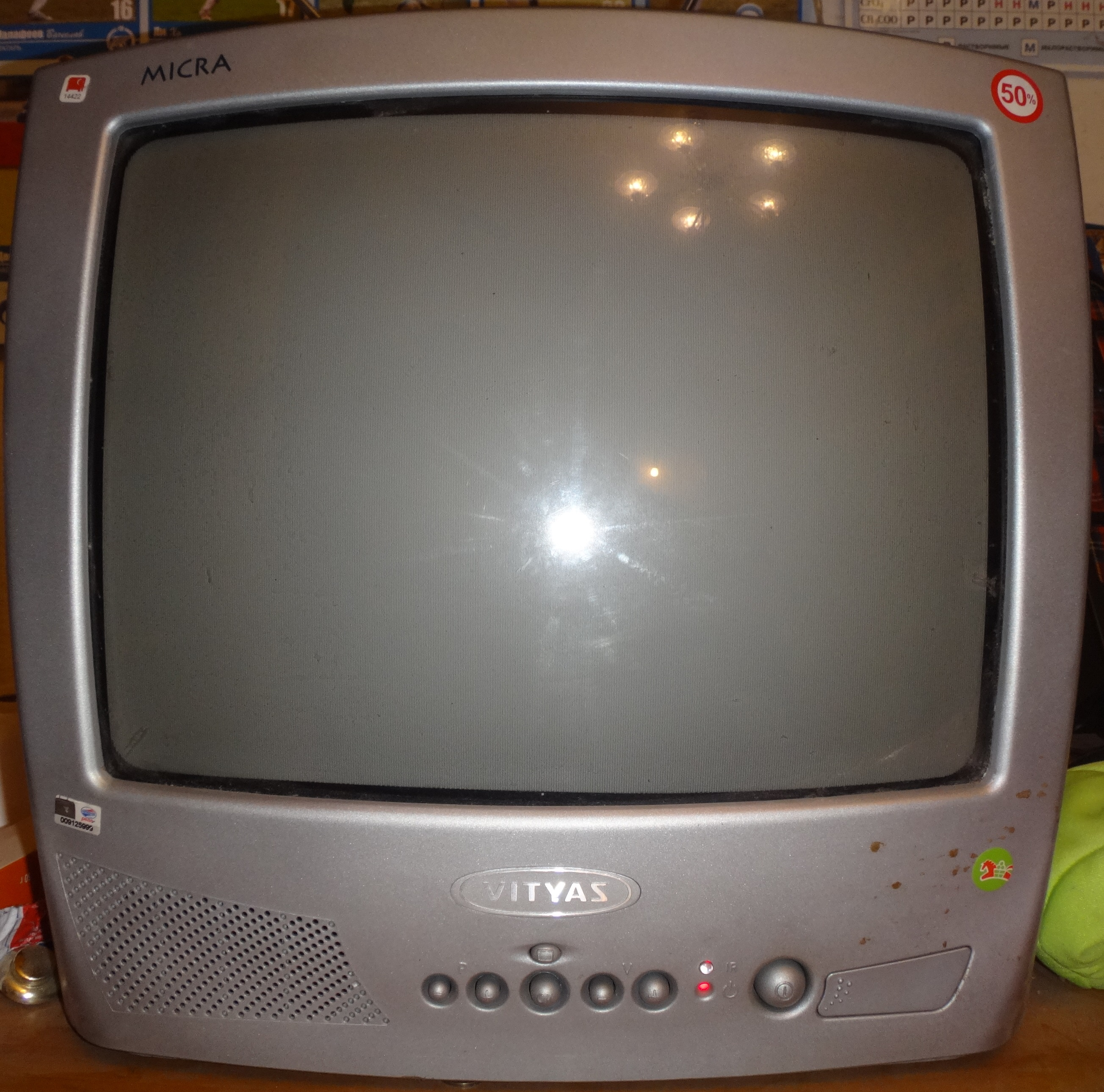
Телевизор «Витязь».

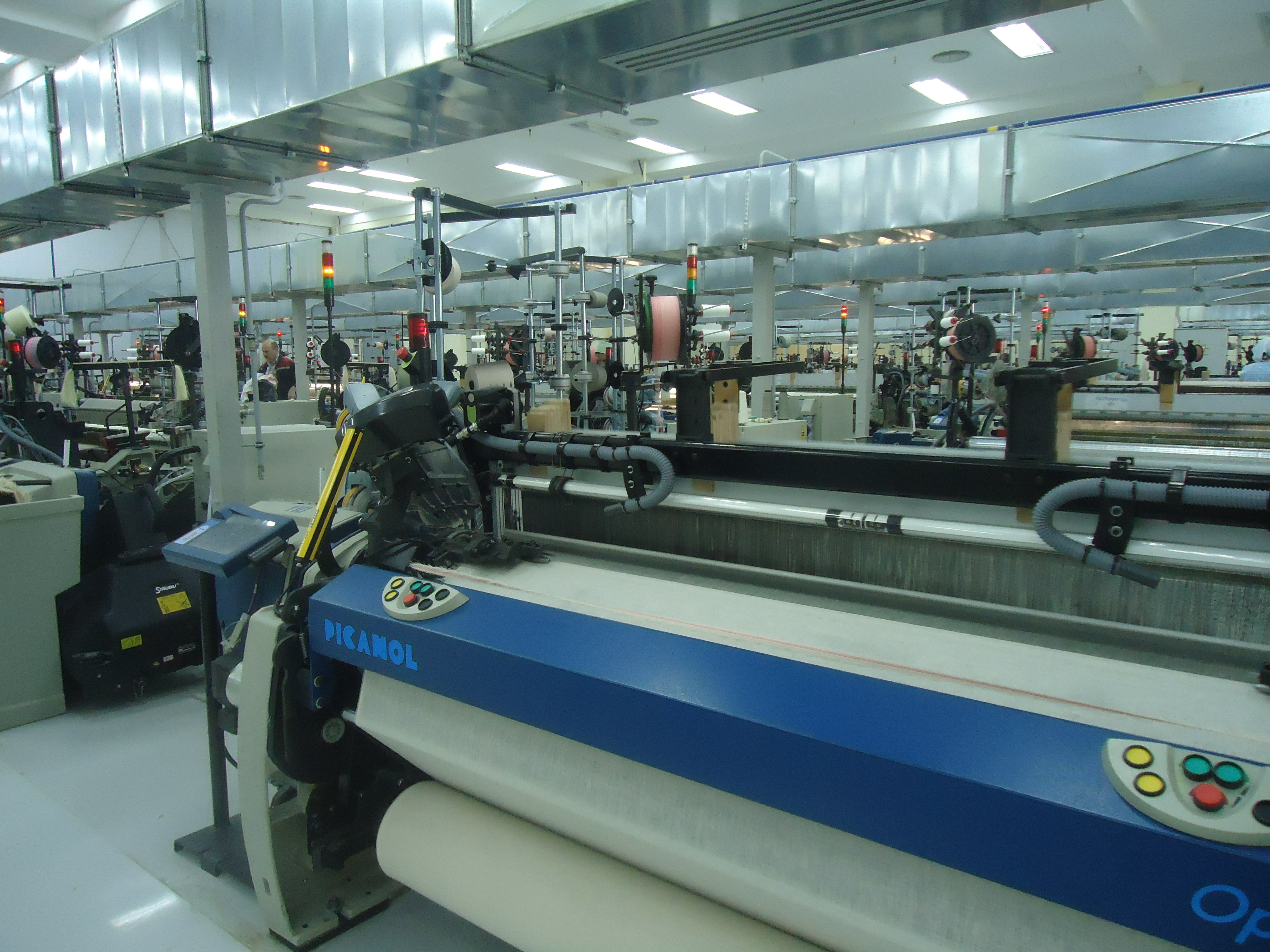
В цехах Оршанского льнокомбината.

Бумажная фабрика в Чашниках.

Совокупная выручка от реализации продукции, товаров, работ, услуг за 2017 год составила 24,4 млрд. рублей (около 12,2 млрд долларов), в том числе 1,4 млрд рублей пришлось на сельское, лесное и рыбное хозяйство, 15,5 млрд на промышленность, 0,8 млрд на строительство, 5 млрд на оптовую и розничную торговлю и ремонт, 1,6 млрд на прочие виды экономической деятельности. По совокупной выручке предприятий Витебская область уступает Минску (101,9 млрд рублей), Минской (38,7 млрд.) и Гомельской (32,9 млрд.) областям. Около трёх четвертей совокупной выручки области обеспечили Витебск (10,1 млрд рублей) и Новополоцк (8,6 млрд рублей), другие крупные районы по объёму выручки предприятий — Оршанский и Полоцкий (по 1,3 млрд рублей).

### Заработная плата. Безработица
Уровень безработицы в Витебской области, по данным выборочного обследования Национального статистического комитета Республики Беларусь, составил 6,4 % в 2017 году. В органах по труду, занятости и социальной защите зарегистрировано в качестве безработных 0,7 % населения в трудоспособном возрасте.
Среднемесячная номинальная начисленная заработная плата (до вычета подоходного налога и некоторых отчислений) в 2017 году в области составила 687,3 руб. (около 345 долларов), по этому показателю область занимает последнее место в стране. Самая высокая зарплата наблюдается в Новополоцке (933,4 руб.), Витебске (744,9 руб.), Полоцком районе (включая Полоцк; 699 руб.) и Чашникском районе (686 руб.). В Шарковщинском районе в 2017 году была зафиксирована самая низкая зарплата во всей Республике Беларусь — 494,2 руб. При этом из 10 районов с наименьшей средней зарплатой в стране (менее 560 руб.) 7 находятся в Витебской области (Лиозненский, Городокский, Шумилинский, Миорский, Лепельский, Ушачский и Шарковщинский районы).

### Энергетика
На юге Витебской области располагается крупнейшая электростанция в Республике Беларусь — Лукомльская ГРЭС установленной мощностью 2889,5 МВт. В 2000-е годы электростанция обеспечивала почти половину выработки электроэнергии в стране, в середине 2010-х годов этот показатель снизился до 30 %. Другие крупные электростанции — Новополоцкая ТЭЦ (270 МВт), Витебская ТЭЦ (80 МВт), Оршанская ТЭЦ (79,8 МВт). В 2010-е в области были построены две крупнейшие в республике гидроэлектростанции — Витебская ГЭС (40 МВт) и Полоцкая ГЭС (21 МВт), планируется строительство Бешенковичской и Верхнедвинской ГЭС (все на Западной Двине).
Благодаря обилию озёр и рек Витебская область привлекла внимание энергетиков, поскольку крупные водоёмы серьёзно удешевляли строительство крупных электростанций: это позволяло отказаться от строительства дорогостоящих башен-градирен для охлаждения циркуляционной воды. Помимо Лукомльской ГРЭС, энергетики неоднократно предлагали построить в области атомные электростанции. 16 сентября 1971 году постановлением ЦК КПСС и Совета Министров СССР № 684—200 было утверждено строительство атомной электростанции на берегу озера Снуды в Браславском районе. Впрочем, уже в 1972 году по настоянию Министерства среднего машиностроения СССР АЭС решили строить в Литовской ССР из-за лучшего качества грунтов и меньших затрат на строительство; в итоге там была построена Игналинская АЭС. В конце 1970-х годов к вопросу строительства АЭС в Белорусской ССР вернулись повторно, и для её возведения были рекомендованы две площадки в Витебской области — окрестности озера Вымно в Городокском районе и площадка возле БелГРЭС в Оршанском районе; кроме того, рассматривалось и озеро Лукомльское на границе Витебской и Минской областей. В начале 1980-х годов геологи дали отрицательное заключение о перспективах строительства АЭС на берегу озера Вымно, Ореховскую площадку рекомендовали для строительства небольшой опытно-промышленной атомной электростанции на быстрых нейтронах БРИГ-300, а вместо Лукомльской площадки стали рассматривать берег озера Селява в Минской области. После катастрофы на Чернобыльской АЭС власти БССР, не отказываясь от строительства Белорусской АЭС, решили разместить её на севере Витебской области, в Городокском районе (рассматривалась возможность размещения АЭС на берегах озера Езерище, а также южнее, возле озёр Вымно и Межа). Жители Витебска в условиях гласности и перестройки выступили против возведения атомной электростанции на небольшом отдалении от города и добились отказа от её строительства.
По состоянию на 2020 год в области действовали 4 крупных подстанции 330/110/10 кВ — Витебск-330 (три автотрансформатора, 450 МВА), Орша-330 (три автотрансформатора, 525 МВА), Полоцк-330 (два автотрансформатора, 325 МВА) и Поставы-330 (два автотрансформатора, 250 МВА) — и 116 подстанций 110/35/10, 110/10 и 110/6 кВ мощностью от 2,5 МВА до 87,5 МВА.

### Промышленность
Ведущие отрасли промышленности области в республиканских объёмах производства занимают: топливная — около 58 %, электроэнергетика — 10,8 %,пищевая — 8,8 % лёгкая — 5,1 %, химическая и нефтехимическая — 1,9 %.
Объём промышленного производства предприятиями отрасли в 2016 году составил 11,5 млрд. руб., или 14,1 % в республиканском объёме (в 2012 году — 18,2 %). По объёму промышленного производства на душу населения (9653 руб.) область уступает только Гомельской и Минской областям, при этом в Новополоцке этот показатель составляет 52,3 тыс. руб., в Верхнедвинском, Витебском, Глубокском, Лепельском, Шумилинском районах и в Витебске — превышает 5 тыс. руб.
Крупнейшее предприятие области — Новополоцкий нефтеперерабатывающий завод (ОАО «Нафтан»). Глубина переработки нефти на предприятии — 73 %, планируется повышение показателя до 90 % за счёт модернизации. Химическая промышленность представлена также крупными производителями полимеров («Полимир», Новополоцк — филиал ОАО «Нафтан») и стекловолокна (ОАО «Полоцк-Стекловолокно»). В 2016 году было произведено 104,6 тыс. т полимеров в первичных формах и 39,7 тыс. т химических волокон.
В Витебске и Орше существовало по три станкостроительных завода — «Вистан», «Визас», им. Коминтерна (Витебск; последний упразднён в 2002 году), «Красный борец», инструментальный, приборов автоматического контроля (Орша и район). В области действуют два филиала Минского тракторного завода — ОАО «Витебский завод тракторных запчастей» (580 работников) и ОАО «Лепельский ремонтно-механический завод» (160 работников). Сельскохозяйственное машиностроение представлено также ОАО «Оршаагропроммаш» (230 работников). В Витебске производятся огнетушители. Витебский приборостроительный завод ранее производил часы, но в 2000-е годы переориентировался на выпуск фурнитуры и значков. В Миорах строится (по состоянию на 2018 год) металлопрокатный завод, ориентированный на производство белой жести.
Действует несколько предприятий электротехнической и приборостроительной промышленности. Телевизоры и медицинская техника производятся в Витебске (ОАО «Витязь»), трансформаторы — в Витебске и Новополоцке, некоторые типы электродвигателей переменного тока — в Новолукомле. Другие предприятия отрасли — ОАО «Измеритель» (Новополоцк), ОАО «Эвистор» (Витебск), ОАО «Витебский завод радиодеталей „Монолит“», ОАО «Витебский завод электроизмерительных приборов», ОАО «Легмаш» (Орша). Два предприятия области специализируется на выпуске силовых и волоконных кабелей.
В области развита лёгкая промышленность. В Витебске расположены крупнейший в стране ковровый комбинат и несколько обувных предприятий, в Орше — крупнейший льнокомбинат и Оршанская фабрика художественных изделий. Предприятия области производят более 90 % льняных тканей и более половины обуви в стране. В Витебске действует меховой комбинат. В 2017 предприятия Витебской области произвели 29,8 млн м² тканей, 21,5 млн м² ковров и ковровых изделий, 4 млн м² нетканых материалов, 5,2 млн шт. трикотажных изделий, 879 тыс. шт. верхней одежды (кроме трикотажной), 5,1 млн пар чулочно-носочных изделий, 5,7 млн пар обуви. Витебская текстильная фабрика «Виттекс» в 2012 году ликвидирована из-за банкротства, с 2015 года Витебский комбинат шёлковых тканей находится в стадии санации, к 2019 году в Витебске завершилась ликвидация крупного производителя трикотажных изделий ОАО «КИМ».
Имеется ряд предприятий пищевой промышленности. В 2016 году предприятия области произвели 132,5 тыс. т мяса и субпродуктов пищевых, 27,3 тыс. т колбасных изделий, 16,4 тыс. т полуфабрикатов мясных и мясосодержащих, 4,2 тыс. т рыбы, морепродуктов и рыбных консервов, 27,4 тыс. т растительных масел, 181 тыс. т цельномолочной продукции в пересчёте на молоко, 17,8 тыс. т молока и сливок сухих, 7,9 тыс. т творога, 22,7 тыс. т сыров, 13,4 тыс. т сливочного масла, 114 тыс. т муки и смесей, 4,6 тыс. т кондитерских изделий, 960 тыс. т кормов для сельскохозяйственных животных, 1,1 млн дал алкогольных дистиллированных напитков. В Глубоком расположен один из двух молочноконсервных комбинатов в стране — Глубокский МКК. В Витебске действуют кондитерская фабрика «Витьба» и один из крупнейших в Республике Беларусь мясокомбинат.
Деревообрабатывающие предприятия области в 2016 году произвели 518 тыс. м3 пиломатериалов, 8 млн усл. м² ДВП, 749 тыс. м² окон и дверей деревянных (первое место в стране), 44 тыс. т гранул топливных (пеллетов), 28 тыс. т бумаги и картона. Крупнейшее деревообрабатывающее предприятие области — ОАО «Витебскдрев».
Северо-восточнее Витебска расположены карьеры ОАО «Доломит» — единственного в стране производителя доломита. Предприятия области произвели в 2017 году 122,4 млн усл. кирп. строительных блоков и кирпичей, 20,6 тыс. м3 железобетонных опор ЛЭП и контактной сети, 56,4 млн усл. кирп. керамических неогнеупорных кирпичей (второе место в стране, или 29,8 % от республиканского объёма производства), 608,6 тыс. т битумных смесей, 346 тыс. м3 вермикулита расслоенного, вспученных глин, вспененного шлака и прочих вспученных минеральных продуктов (95 % республиканского объёма производства).

### Сельское хозяйство
Растениеводство
В связи с неблагоприятными климатическими условиями урожайность сельскохозяйственных культур на большей части территории области (кроме южных и юго-восточных районов) невысокая. По состоянию на 2016 год общая посевная площадь сельскохозяйственных культур в области — 927 тыс. га (четвёртое место в Республике Беларусь), в том числе 340 тыс. га занято под посевы зерновых и зернобобовых культур, 58 тыс. га под рапс, 32 тыс. га под картофель и 476 тыс. га под кормовые культуры. Сахарная свёкла в области практически не выращивается. Валовой сбор зерновых и зернобобовых культур в области составил 822 тыс. т (шестое место в республике) при средней урожайности 24,4 ц/га (шестое место), льноволокна — 12,6 тыс. т (первое место), картофеля — 622 тыс. т (шестое место) при урожайности 199 ц/га (четвёртое место), овощей — 212 тыс. т (шестое место), плодов и ягод — 75 тыс. т (пятое место).
| Валовой сбор сельскохозяйственных культур по всем категориям хозяйств:                          | Валовой сбор сельскохозяйственных культур по всем категориям хозяйств:                          |
| ----------------------------------------------------------------------------------------------- | ----------------------------------------------------------------------------------------------- |
| Зерновые и зернобобовые, млн т:                                                                 | Картофель, млн т:                                                                               |
| Графики недоступны из-за технических проблем. См. информацию на Фабрикаторе и на mediawiki.org. | Графики недоступны из-за технических проблем. См. информацию на Фабрикаторе и на mediawiki.org. |

Животноводство
По поголовью крупного рогатого скота область находится на пятом месте в Республике Беларусь (572 тыс. голов, в том числе 208 тыс. коров), по поголовью свиней — на пятом (405 тыс.), по поголовью птицы — на четвёртом (6,8 миллиона). Больше всего крупного рогатого скота было в хозяйствах Витебского и Глубокского районов (40,1 и 41,7 тыс. голов соответственно), меньше всего — в Россонском и Ушачском районах (8 и 8,8 тыс. голов соответственно). В 2016 году хозяйства области реализовали 145 тыс. т скота и птицы (в убойном весе), по этому показателю область находилась на пятом месте в стране. Хозяйства области всех категорий произвели 836 тыс. т молока (пятое место среди областей в стране), 530 миллионов яиц (третье место), 24 т шерсти (четвёртое место). По среднему удою молока от коровы хозяйства области (4110 кг с коровы в год) — пятые-шестые в республике.
| Основные показатели животноводства:                                                             | Основные показатели животноводства:                                                             | Основные показатели животноводства:                                                             |
| ----------------------------------------------------------------------------------------------- | ----------------------------------------------------------------------------------------------- | ----------------------------------------------------------------------------------------------- |
| Поголовье КРС, тыс. голов:                                                                      | Поголовье свиней, тыс. голов:                                                                   | Поголовье птицы, тыс. голов:                                                                    |
| Графики недоступны из-за технических проблем. См. информацию на Фабрикаторе и на mediawiki.org. | Графики недоступны из-за технических проблем. См. информацию на Фабрикаторе и на mediawiki.org. | Графики недоступны из-за технических проблем. См. информацию на Фабрикаторе и на mediawiki.org. |
| Реализация скота и птицы (в убойном весе), тыс. т:                                              | Производство молока, тыс. т:                                                                    | Производство яиц, млн шт:                                                                       |
| Графики недоступны из-за технических проблем. См. информацию на Фабрикаторе и на mediawiki.org. | Графики недоступны из-за технических проблем. См. информацию на Фабрикаторе и на mediawiki.org. | Графики недоступны из-за технических проблем. См. информацию на Фабрикаторе и на mediawiki.org. |

Финансовые показатели
Наибольший объём выручки предприятий в сельском хозяйстве в 2017 году отмечен в Витебском районе (286,7 млн рублей), Витебске (203,1 млн), Оршанском районе (170,5 млн), наименьший — в Ушачском (12,8 млн) и Россонском (15,5 млн) районах.
Выручка от реализации сельскохозяйственной продукции предприятиями области — 1134,5 млрд[уточнить] рублей, чистый убыток — 72,8 млрд рублей, рентабельность реализованной продукции — −1,1 %, рентабельность продаж — −1 %.

### Транспорт

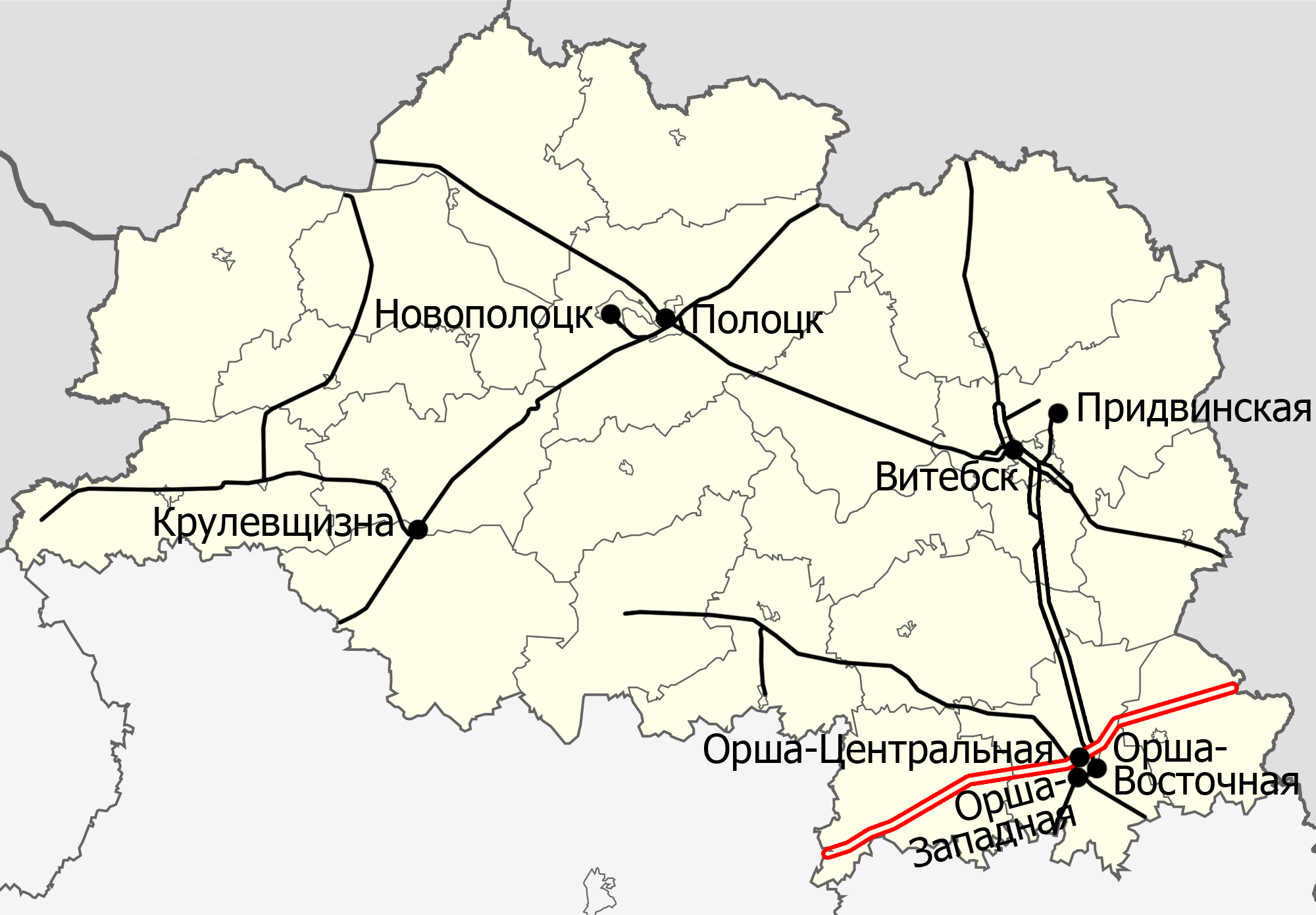
Железные дороги в Витебской области. Электрифицированные участки выделены красным. Подписаны основные станции.

По территории области проходят две крупных европейских магистрали E30 (магистраль М1) и E95 (магистраль М8), пересекающиеся в районе Орши. В Орше также пересекаются три железные дороги (Москва — Минск, Киев — Санкт-Петербург, Кричев — Лепель).
Сеть автомобильных дорог общего пользования в области составляет 20 тыс. км, в том числе 9,3 тыс. км дорог с усовершенствованным покрытием (в основном — с цементобетонным или асфальтобетонным). В области наибольшая в республике протяжённость автодорог с переходным покрытием — 6,8 тыс. км.
Сеть железных дорог в области вторая по густоте в республике после Брестской области, а по эксплуатационной длине железнодорожных путей — первая (1202 км). На территории области расположены три локомотивных (ТЧ-17 Полоцк, ТЧ-15 Орша, ТЧ-16 Витебск), три вагонных (там же) и одно оборотное (Крулевщизна) депо.
В 2015 году в личной собственности граждан в области насчитывалось 353 тыс. зарегистрированных легковых автомобилей. На 1000 человек приходилось 296 автомобилей (пятый показатель в Республике Беларусь).
Перевозки грузов автомобильным транспортом по области составили 17,1 млн т (2015 год).
По количеству дорожно-транспортных происшествий в пересчёте на 100 тыс. человек область находится на четвёртом—шестом местах в республике (39; среднее — 44 / 100 тысяч человек). В 2015 году в области произошло 464 ДТП, повлёкших гибель или ранение людей, в которых погибло 92 и ранено 466 человек.

## Образование
По состоянию на 2017/2018 учебный год в Витебской области насчитывается 545 учреждений дошкольного образования (298 в городах и посёлках городского типа, 247 в сельских населённых пунктах) с численностью детей в них 49,2 тыс. (52,2 тыс. в городах и посёлках, 10,7 тыс. в сельских населённых пунктах). Охват детей в возрасте 1-5 лет учреждениями дошкольного образования — 73,4 % (81,8 % в городах и посёлках, 42,8 % в сельских населённых пунктах). В 2012 году 10,8 % детей в дошкольных учреждениях области обучалось на белорусском языке (в том числе 2,4 % в городах и 55,8 % в сельской местности), 85,6 % на русском (94,5 % и 37,6 %), 3,6 % на белорусском и русском языках (3,1 % и 6,6 % в городах и сельской местности соответственно).
По состоянию на 2017/2018 учебный год количество учреждений общего среднего образования в Витебской области составляет 394, численность учащихся — 111,7 тыс., учителей — 14,2 тыс. В 2012/2013 учебном году в области насчитывалось 26 гимназий и 1 лицей, в которых обучалось 13,8 и 0,2 тыс. человек соответственно. В 2012/2013 учебном году 14,9 % школьников обучались на белорусском языке, 85,1 % — на русском.
В 2017/2018 учебном году в Витебской области действует 25 учреждений профессионально-технического образования, численность учащихся — 9,4 тыс. человек. В 2017 году было зачислено 4,5 тыс. абитуриентов, выпущено 4,6 тыс. специалистов.
Количество учреждений среднего специального образования в Витебской области — 34 (2017/2018 учебный год), численность учащихся — 15 тыс. человек. В 2017 году было зачислено 5 тыс. абитуриентов, выпущено 4,7 тыс. специалистов.
В Витебской области действует 5 вузов (университет, технологический университет, медицинский университет и ветеринарная академия в Витебске, а также Полоцкий государственный университет с факультетами в Новополоцке и Полоцке), в которых обучается 29,4 тыс. студентов (2017/2018 учебный год). В 2017 году было зачислено 5,7 тыс. абитуриентов, выпущено 8,7 тыс. специалистов. Численность студентов в 2012/2013 учебном году составила 375 в пересчёте на 10 тысяч человек населения (второй показатель в Республике Беларусь после Минска). В аспирантуре вузов области в 2012/2013 учебном году обучалось 317 человек (всего в Республике Беларусь на тот момент было 5456 аспирантов).

## Наука
На территории Витебской области находятся две астрономических обсерватории (единственные во всей республике) имеющие код Центра малых планет: Обсерватория Taurus-1 и Витебская любительская астрономическая обсерватория. В Витебской обсерватории было сделано множество разных астрономических открытий, а обсерватория «Taurus-1» является лидером по числу наблюдений комет.

## Культура
В области около 40 музеев.
Самые посещаемые музеи Витебской области по состоянию на 2016 год:
1. Национальный Полоцкий историко-культурный музей-заповедник — 234,7 тыс.
2. Витебский областной краеведческий музей — 138,3 тыс.
3. Браславское районное объединение музеев — 47,2 тыс.
4. Витебский центр современного искусства — 44,7 тыс.
5. Музей Марка Шагала в Витебске — 34,2 тыс.
6. Глубокский историко-этнографический музей — 33,3 тыс.

В области действует два профессиональных театра (оба в Витебске). В 2016 году Национальный академический драматический театр имени Якуба Коласа посетило 66 053 человека, Белорусский театр «Лялька» — 36 978 человек.
В 2023 году постановлением Министерства культуры Республики Беларусь от 30 мая 2023 года № 80 статус нематериальной историко-культурной ценности присвоен элементу «Культура белорусской дуды» на территории Витебской области.

## Религия
Большинство верующих относит себя к православным, в западных районах области по сравнению с восточными более распространён католицизм. На западе области проживает также большинство верующих-старообрядцев, куда они переселились ещё в XVII веке, и мусульман, в местах компактного проживания белорусских татар. Всего в Витебской области зарегистрировано 289 православных общин, 94 римско-католических общины, 51 община христиан веры евангельской (пятидесятников), 38 общин евангельских христиан баптистов, 18 общин старообрядцев, по 14 общин адвентистов седьмого дня и лютеран, несколько христианских церквей с числом общин менее 10 (христиан полного Евангелия, свидетелей Иеговы, греко-католиков, новоапостольской церкви, мормонов), 8 — иудейских (5 ортодоксальных и 3 прогрессивных), 4 — мусульманских, 1 — бахаи, 1 — МОСК (кришнаитов).

## Преступность и пенитенциарная система
В Витебской области расположено несколько учреждений Департамента исполнения наказаний МВД Республики Беларусь:
- Исправительная колония № 1 (ИК-1) — Новополоцк;
- Исправительная колония № 3 (ИК-3) — посёлок Витьба, Витебский район;
- Исправительная колония № 8 (ИК-8) — Орша;
- Исправительная колония № 12 (ИК-12) — Орша;
- Исправительная колония № 13 (ИК-13) — Глубокое;
- Следственный изолятор № 2 (СИЗО-2) — Витебск;
- 2 лечебно-трудовых профилактория в Витебске (№ 4 и № 9);
- 3 исправительных учреждения открытого типа (все в Витебске).

Уровень преступности в Витебской области ниже среднего по Республике Беларусь: в 2014 году в области было зарегистрировано (в пересчёте на 100 тысяч человек) 911 преступлений при среднем показателе по стране в 991. Ниже уровень преступности только в Брестской и Гродненской областях. Самый низкий уровень преступности в Браславском районе (543) и Новополоцке (571), самый высокий — в Витебском (1586), Шумилинском (1543) и Дубровенском (1374) районах. В 2014 году в области было совершено 1178 тяжких и особо тяжких преступлений, причём почти половина из них — в Витебске (474); много их совершается в Оршанском (178), Полоцком (99), Витебском (61) районах и в Новополоцке (84).
По абсолютному числу совершённых краж Витебская область (5101) уступает Минску (8594), Минской области (8294) и Гомельской области (5646); по числу краж на 100 тысяч человек (425) — Минской области (590), Могилёвской области (455), Минску (445). В 2014 году в области было совершено 259 грабежей, в том числе 80 случаев в Витебске, 45 в Оршанском районе и 36 в Полоцком районе. Витебская область занимает последнее место в Республике Беларусь по числу преступлений, связанных с наркотиками (646, в том числе 327 в Витебске). По числу экономических преступлений Витебская область (332 в 2014 году) находится на третьем месте в стране после Минска (656) и Брестской области (443).

## Награды
- Орден Ленина (1967)[119]